# Ingegerd Birgersdotter (Bjälboätten)
Ingegerd Birgersdotter, född omkring 1180, död 7 april okänt år (möjligen 1230), var dotter till den svenske jarlen Birger Brosa och den norske kungen Harald Gilles dotter Birgitta (änka efter den svenske tronpretendenten Magnus Henriksson och svensk titulärdrottning 1160–1161). När hon 1200 gifte sig med Sverker den yngre blev hon Sveriges drottning, vilket hon var fram till sin makes avsättning 1208.
1202 utropade hon och maken sonen Johan till jarl efter hennes far. 1204 försämrades förhållandet mellan hennes släkt och kungen och 1205 stupade Knut Erikssons söner i slaget vid Älgarås. Hon agerade medlare mellan maken och släkten, men misslyckades och 1208 avsattes maken genom slaget vid Lena. Hon tros sedan ha tillbringat sitt liv hos sin bror Magnus, i Skåne eller i Danmark. Hennes dödsår är okänt; årtalet 1230 har föreslagits.
Barn:
1. Johan  (1201–1222), svensk kung 1216 (ej att förxäxla med Jon Jarl).
2. Ingrid, abbedissa i Vreta[1]